# Sadiq Khan
Sadiq Aman Khan  (sinh ngày 8 tháng 10 năm 1970) là một chính trị gia người Anh thuộc Công đảng Anh, thành viên của Quốc hội (MP) cho Tooting từ năm 2005 và là Thị trưởng London, thành phố lớn nhất châu Âu với 8,6 triệu dân, kể từ tháng 5 năm 2016. Với chức vụ mới này ông trở thành thị trưởng London đầu tiên, và như vậy cũng là thị trưởng một thủ đô lớn đầu tiên của phương Tây theo đạo Hồi. Về ý thức hệ, ông thuộc cánh dân chủ xã hội trung hòa của đảng.
Sinh ra tại London trong một gia đình lao động Pakistan Anh, Khan có bằng cử nhân luật tại Đại học Bắc London. Sau đó, ông bắt đầu làm việc như một luật sư chuyên về nhân quyền. Khan là một ủy viên hội đồng của London Borough Wandsworth từ năm 1994 đến năm 2006.

## Thời thơ ấu
Khan sinh ra tại Bệnh viện St George ở Tooting, Nam London, người con thứ năm trong một gia đình nhập cư Pakistan có 8 đứa con (bảy con trai và một con gái).
Ông bà ông di cư từ Ấn Độ sang Pakistan sau việc phân chia Ấn Độ vào năm 1947, và cha mẹ ông di cư đến Anh từ Pakistan trong thời gian ngắn trước khi Khan sinh ra. Người cha quá cố của ông, Amanullah Khan, làm việc như là một tài xế xe buýt trong hơn 25 năm qua; mẹ ông, Sehrun là một người thợ may.
Khan làm việc ngay từ lúc nhỏ, "Tôi được bao quanh bởi mẹ và cha làm việc suốt ngày, vì vậy ngay sau khi tôi có thể đi làm thêm kiếm tiền, tôi có ngay một công việc. Tôi đi giao báo, một công việc vào ngày thứ bảy - Một số mùa hè, tôi đã làm việc trong một công trường xây dựng ". Gia đình tôi tiếp tục gửi tiền về cho người thân ở Pakistan", bởi vì chúng tôi may mắn được ở đất nước này " 
Khan và anh chị em của mình lớn lên trong một căn hộ nhà xã hội có ba phòng ngủ, thuộc bất động sản của Hoàng tử Henry ở Earlsfield. Ông theo học trường tiểu học Fircroft và trường cao đẳng Ernest Bevin. Khan học khoa học và toán học tại cấp A-level, với hy vọng được nhận học làm nha sĩ. Một giáo viên ở đó đã khuyên ông học luật, vì ông ưa thích tranh luận. Gợi ý của giáo viên, cùng với chương trình truyền hình LA Law, đã gây cảm hứng cho Khan để làm điều đó. Cho nên ông theo học luật tại Đại học Bắc London.

## Hành nghề luật sư
Sau khi đậu bằng luật sư 1994, ông thực tập tại văn phòng luật sư nhân quyền Louise Christian. Từ 1997-2005, ông là một đối tác trong công ty luật Christian Khan với Louise Christian.
Trong suốt sự nghiệp luật sư của ông, ông hoạt động trong những hành động chống lại cảnh sát, luật lao động và pháp luật phân biệt đối xử, đánh giá tư pháp, thẩm tra và tội phạm, và đã tham gia vào các vụ bao gồm: 
- Bubbins và Vương quốc Anh (Tòa án Nhân quyền châu Âu - việc các cảnh sát thiện xạ bắn một cá nhân không mang vũ khí) [7]
- HSU và Thompson vs Cảnh sát Đô thị (bắt giữ sai trái / những thiệt hại do cảnh sát gây ra) [8]
- Reeves vs Cảnh sát sát Đô thị (nhiệm vụ chăm sóc cho các tù nhân) [9]
- Murray vs CAB (đối xử phân biệt) [10]
- Ahmed vs Đại học Oxford (phân biệt chủng tộc đối với một sinh viên) [11]
- Tiến sĩ Jadhav vs Ngoại trưởng Y tế (phân biệt chủng tộc trong việc làm của bác sĩ Ấn Độ bởi cơ quan y tế) [12]
- CI Logan vs Cảnh sát Đô thị (phân biệt chủng tộc) [13]
- Supt Dizaei vs Cảnh sát Đô thị (những thiệt hại do cảnh sát gây ra, đối xử phân biệt) [14]
- Cuộc điều tra về cái chết của David Rocky Bennett (bị ghì giữ) [15]
- Cảnh sát giữ nhiều người trên đường cao tốc vì sợ gây rối.[16]
- Farrakhan vs bộ trưởng nội vụ (Đạo luật Nhân quyền) [17]
- Vào tháng 2 năm 2000, Khan đại diện cho một nhóm các diễn viên người Kurd đã bị bắt giữ bởi cảnh sát thủ đô trong một buổi tập vở kịch của Harold Pinter Mountain Language (núi Ngôn ngữ), đảm bảo £ 150.000 bồi thường thiệt hại vì bắt giữ sai trái và chấn thương tâm lý gây ra.[18]
- McDowell và Taylor vs Cảnh sát Đô thị: Leroy McDowell và Wayne Taylor đã kiện thành công các cảnh sát Đô thị vì tấn công và bỏ tù sai trái.[19]

## Đại biểu quốc hội
Trước khi vào Quốc hội, Khan đại diện cho Tooting như một thành viên Hội đồng cho London Borough của Wandsworth 1994-2006, và đã được tặng danh hiệu danh dự Alderman của Wandsworth khi thôi không hoạt động chính trị địa phương.
Năm 2005 ông đại diện cho Công đảng Anh được bầu làm đại biểu quốc hội (MP) tại Tooting, một trong 5 đại biểu mới thuộc dân tộc thiểu số, và giữ chức vụ này cho tới hiện tại sau 2 lầm tái đắc cử.
Khan đã được trao giải "Nhân vật mới của năm" 2005 của báo Spectator trong giải thưởng Nghị sĩ của năm "cho ý tưởng bất khuất và sự rõ ràng mà ông đã bày tỏ về những vấn đề rất khó khăn về khủng bố Hồi giáo". Vào tháng 8 năm 2006, ông đã ký vào một bức thư ngỏ gởi đến Tony Blair chỉ trích chính sách đối ngoại của ông ta.

## Bộ trưởng chính phủ

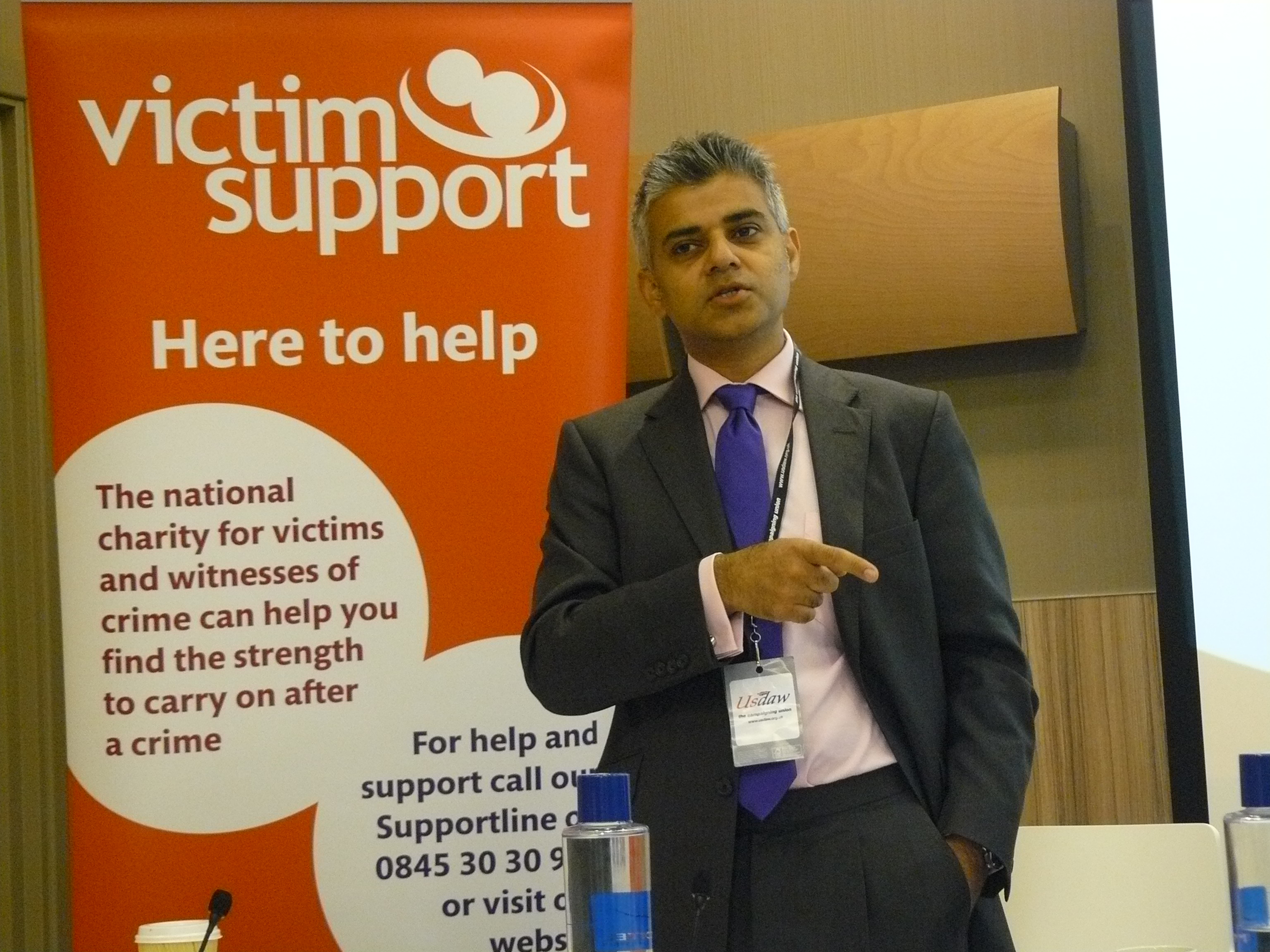
Sadiq Khan phát biểu2011

Khi Thủ tướng Gordon Brown cải tổ nội các vào ngày 3 tháng 10 năm 2008, Khan đã được bổ nhiệm làm Bộ trưởng Bộ Cộng đồng, thay thế Parmjit Dhanda, và trở thành người Hồi giáo thứ hai được phục vụ trong Chính phủ của Nữ hoàng Anh. Trước Hạ viện trong tháng 1 năm 2009, Khan chỉ trích Giáo hoàng về việc ông phục hồi chức năng của giám mục Richard Williamson sau nhận xét của ông ta về Holocaust, một động thái mà Khan miêu tả là "rất không lành mạnh" và "mối quan tâm lớn".
Năm 2009, ông trở thành người Hồi giáo đầu tiên được bổ nhiệm làm Bộ trưởng Bộ Giao thông vận tải. Khan được cho là đại biểu quốc hội và bộ trưởng chính phủ đầu tiên đã sử dụng Twitter khi ông dùng nó để loan báo được thăng chức làm Bộ trưởng Giao thông vận tải.
Trong tháng 3 năm 2010, Khan công khai tuyên bố rằng trong năm thứ hai kế tiếp ông sẽ không nhận tăng lương như một MP hoặc Bộ trưởng, nói là, "Vào thời điểm khi nhiều người ở Tooting và cả nước đang phải chấp nhận lương bị "đóng băng" tôi không nghĩ nó thích hợp cho các nghị sĩ chấp nhận tăng lương."  Đối với nhiệm vụ 15 tháng đầu tiên của mình trong Chính phủ hoàng gia, ông đã chọn không lấy tiền lên lương của bộ trưởng, cho là đã kiếm đủ tiền như là một luật sư.

## Quan điểm chính trị
Viết cho báo The Spectator, nhà bình luận chính trị Nick Cohen mô tả Khan là một nhà chính trị dân chủ xã hội trung tả, trong khi nhà báo Amol Rajan gọi ông là "một người cầm đuốc cho cánh dân chủ xã hội" của Đảng Lao động. BBC mô tả Khan thuộc nhóm soft left (nhóm đứng giữa cánh tả của Công đảng Anh).
Khan cho biết đã nhận được đe dọa ám sát vì đã bỏ phiếu ủng hộ luật Hôn nhân đồng tính. Có một fatwa đưa ra chống lại ông, trong đó một Imam tuyên bố ông không còn là một người Hồi giáo.

## Nhận định
- Về việc Donald Trump dự định cấm tạm thời người Hồi giáo tới Mỹ, trong một cuộc phỏng vấn với báo Time, Khan cho biết, ông có thể bị bắt buộc phải vượt Đại Tây Dương trước cuộc bầu cử tổng thống để gặp các thị trưởng Mỹ. Khi được hỏi liệu Sadiq Khan có bị cấm, Trump trả lời báo the New York Times, là luôn có ngoại lệ. Tuy nhiên Khan không chấp nhận việc này, và cho là sự thiếu hiểu biết về đạo Hồi của Trump chỉ làm 2 nước mất an ninh hơn.[31]

## Gia đình
Sadiq Khan lúc đang thực tập luật sư năm 1994 gặp và lấy vợ, Saadiya Ahmed, cũng là một luạt sư và tình cờ cũng là con của một người tài xế xe buýt. Họ cùng có hai người con gái, Anisah và Ammarah.